# Vrpolje Ljubomir
Vrpolje Ljubomir (cyr. Врпоље Љубомир) – wieś w Bośni i Hercegowinie, w Republice Serbskiej, w mieście Trebinje. W 2013 roku liczyła 278 mieszkańców.